# Potez 36
Potez 36 — французский многоцелевой двухместный самолёт, разработанный и выпускавшийся компанией Potez с конца 1920-х годов.

## История
В конце 1920-х годов компания Potez разработала модель туристического самолёта с закрытой кабиной. Прототип получил обозначение Potez 36 No. 01. С лётчиком-испытателем Рене Лабушером он совершил свой первый полёт 27 сентября 1928 года. Уже через 5 минут полёт пришлось срочно прервать: расплавились две головки цилиндров двигателя Renault 4Pa.
Следующий полёт, уже с новым мотором, на сей раз звездообразным Salmson 5Ac, состоялся 6 февраля 1929 года. Далее самолёт выпускался в нескольких модификациях, различавшихся преимущественно типом установленного двигателя и мелкими усовершенствованиями (предкрылки, тормоза шасси и т.п.).
В разных модификациях было построено более 260 машин. Самолёт использовался как частными владельцами, так и в аэроклубах (во французском регистре гражданской авиации числилось 235 Potez 36); 8 машин приняли участие в соревнованиях на Кубок Данлопа (1931 год); ещё 24, включая F-ALFU Жана Лиетара, участвовали в следующем соревновании туристических самолетов 1932 года.
Модель широко использовалась в авиаперелётах: Северная Африка — Египет (март-апрель 1930 г.), Франция — Мадагаскар (ноябрь 1930 — апрель 1931 г.), Париж-Сирия и обратно (апрель-июнь 1932 г.).
После начала Второй мировой войны, в сентябре 1939 года, все самолёты были реквизированы для ВВС Франции и включены в транспортные, связные и  учебные подразделения. Более дюжины Potez 36 пережили войну и вернулись в строй во второй половине 1940-х годов.

## Модификации

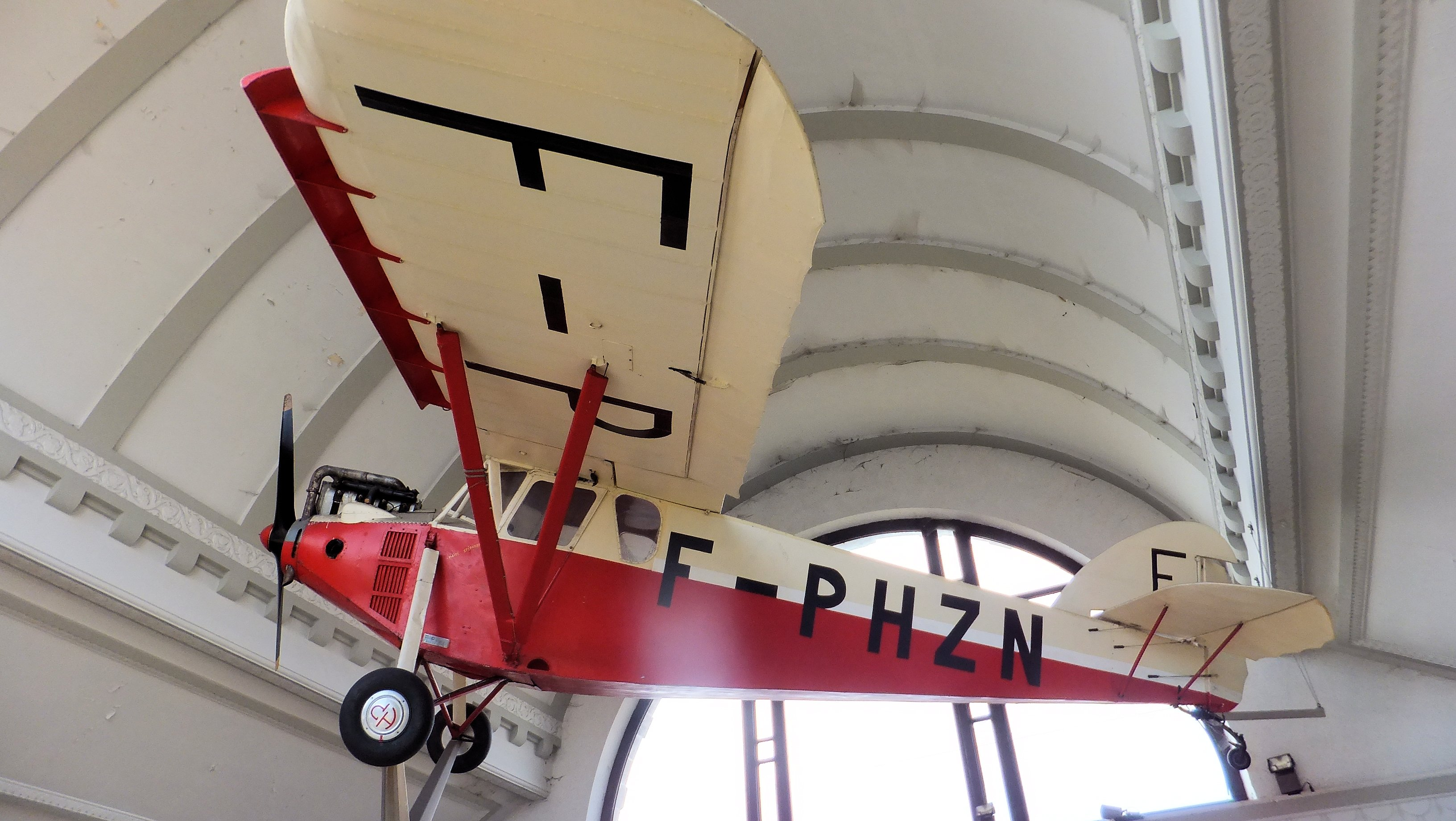
Самолёт Potez 36/14 (F-PHZN) с 95-сильным двигателем Renault. Вокзал Альбер, Сомма.

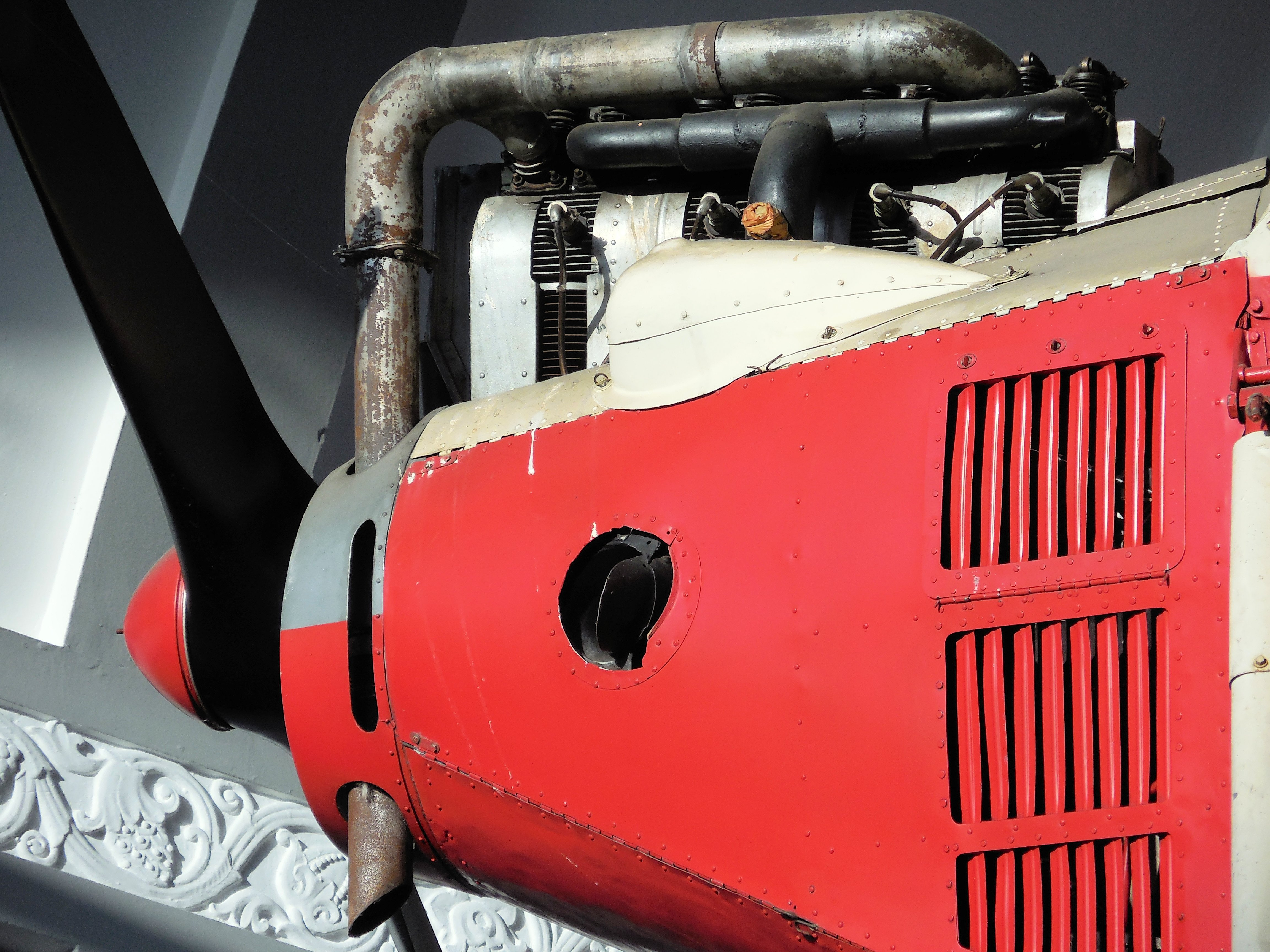
Крупный план рядного двигателя Renault 4Pb того же самолёта.

Potez 36
Прототип, двигатель Salmson 5Ac (60 л.с. / 44 кВт); 1928 г.
Potez36/1
Серийная модификация, рядный двигатель Renault 4Pa (70 л.с. / 51 кВт); построено 2; 1929 г.
Potez 36/3
Прототип и 6 серийных машин без предкрылков, радиальный двигатель Salmson 5Ac (60 л.с. / 44 кВт).
Potez 36/5
Модификация без предкрылков, двигатель Salmson 7Ac (95 л.с. / 70 кВт); построено 5.
Potez 36/13
Серийная модификация по типу 36/5, но с предкрылками, построено 96; 1931 г.
Potez 36/14
Двигатель Renault 4Pb (95 л.с. / 71 кВт), установлены предкрылки и тормоза шасси, построено 103.
Potez 36/15
Двигатель Potez 6Ab (100 л.с. / 74 кВт), построено 18.
Potez 36/17
Двигатель Cirrus Hermes IIB (104 л.с. / 76 кВт), построено 2; 1931 г.
Potez 36/19
Двигатель Renault 4Pci (100 л.с. / 74 кВт), построено 2.
Potez 36/21
Серийная модификация, двигатель Potez 6Ac (100 л.с. / 74 кВт), пневматики низкого давления, построено 29.

## Лётно-технические характеристики (Potez 36/3)
Источник данных: 

Технические характеристики
- Экипаж: 1
- Пассажировместимость: 1
- Длина: 7,5 м
- Размах крыла: 10,45 м
- Высота: 2,45 м

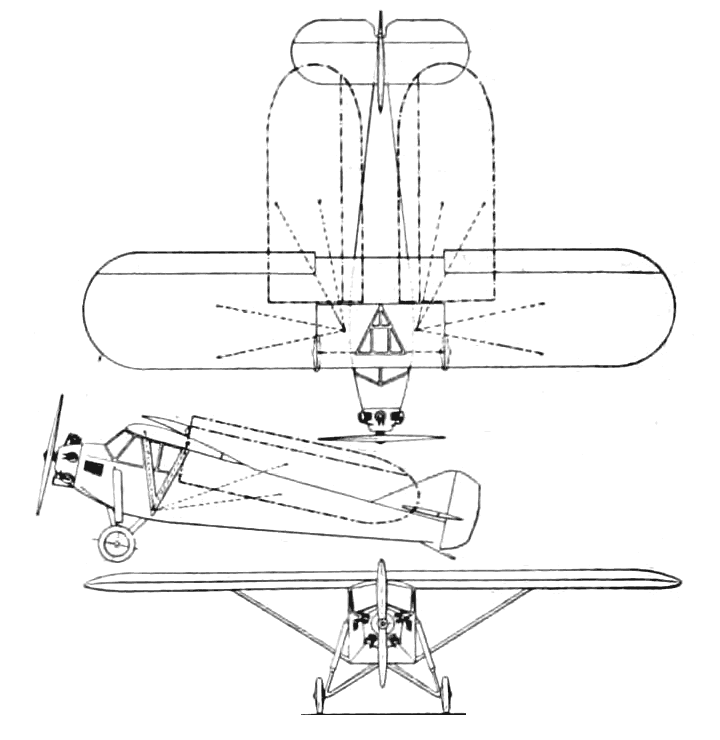
Схема Potez 36 из журнала Aero Digest за декабрь 1929 года

- ширина = 4,00 м (со сложенными крыльями)
- Площадь крыла: 20,00 м2
- Масса пустого: 427 кг
- Максимальная взлётная масса: 650 кг
- Силовая установка: 1 × воздушных Salmson 5Ac  (радиальный 5-цилиндровый)
- Мощность двигателей: 1 × 60 л.с. (1 × 44 кВт)

Лётные характеристики
- Максимальная скорость: 150 км/ч
- Крейсерская скорость: 120 км/ч
- Практическая дальность: 500 км
- Практический потолок: 3 600 м

## Эксплуатанты
Франция
- ВВС Франции: реквизированные в 1939 году бывшие гражданские самолёты.

 Китайская Республика
- ВВС Китайской Республики[2]

## Сохранившиеся самолёты
- Potez 36/13 (n°2620), код регистрации «F-ALQT» находится в Музее авиации и космонавтики (Ле-Бурже).
- Potez 36/14 (№ 3207), предыдущий код «F-AMEM», современный «F-PHZN» в 1957 году был восстановлен до лётного состояния Филиппом Кассенем в Руайане. Срок действия его временного лётного сертификата истёк в 1991 году, и ныне он выставлен под сводами вокзала Альбер (Сомма), недалеко от Меольта, где раньше располагались заводы компании Potez.